# نیل کاوپروتویت
نیل کاوپروتویت (انگلیسی: Niall Cowperthwaite؛ زادهٔ ۲۸ ژانویهٔ ۱۹۹۲) بازیکن فوتبال اهل بریتانیا است.
از باشگاه‌هایی که در آن بازی کرده‌است می‌توان به باشگاه فوتبال مورکم، باشگاه فوتبال وورکینگتون ای. اف. سی، و باشگاه فوتبال بارو اشاره کرد.